# خوانخو آرترو
خوانخو آرترو (اسپانیایی: Juanjo Artero‎؛ زادهٔ ۲۷ ژوئن ۱۹۶۵) بازیگر اهل اسپانیا است. وی در سال ۲۰۱۲ نامزد دریافت جایزهٔ حلقهٔ نویسندگان سینمایی در شاخهٔ «بهترین بازیگر مکمل مرد» شد.
از فیلم‌ها یا سریال‌های تلویزیونی که وی در آن نقش داشته‌است، می‌توان به دل دیوانه، کشتی، ۷ زندگی، پرینسیپه و نابکاران آسوده نخواهند ماند اشاره کرد.